# Campanha da Itália
A Campanha da Itália durante a Segunda Guerra Mundial foi uma série de operações perpetradas pelos Aliados na Itália entre 1943 até o fim da guerra na Europa em 1945. O Quartel-General dos Aliados (AFHQ) decidiu começar uma campanha para reconquistar o Mediterrâneo e planejou começar pela invasão da Sicília e depois invadir o sul italiano. A campanha na Itália terminou somente em maio de 1945 com a rendição do Exército Alemão.
Estima-se que entre setembro de 1943 e abril de 1945, cerca de 60 mil soldados Aliados e 50 mil alemães morreram na Itália. As baixas dos Aliados no total (mortos, feridos, desaparecidos e prisioneiros) chegou a 320 mil e as perdas das forças do Eixo (excluindo os que se renderam com a assinatura da rendição final) foi de 658 mil. Nenhuma campanha na frente ocidental ou no mediterrâneo custou mais em termos de perdas de vidas entre forças de infantaria do que a campanha na Itália.
O Brasil participou da campanha enviando 25 mil homens do Exército pela FEB, uma esquadra de navios da Marinha e um grupamento de caças da FAB.

## Estratégia de invasão
Mesmo antes da vitória na Campanha Norte-Africana, havia um desentendimento entre os Aliados quanto à melhor estratégia para vencer o Eixo.
A Inglaterra, em especial Winston Churchill, defendia a sua tradicional estratégia naval periférica. Ainda que tivesse um grande exército, e com uma frota naval tão poderosa quanto, a Inglaterra acreditava que o melhor ataque à um inimigo continental seria batalhar como parte de um grupo, que realizaria diversas operações pequenas designadas para gradualmente enfraquecer o inimigo. Os Estados Unidos em contrapartida, com um exército ainda maior, era adepto à ideia de realizar um ataque direto com todas as suas forças, batalhando contra o principal Exército Alemão no Norte da Europa.
A discordância quanto à estratégia foi grande, de um lado, os comandantes dos EUA defendiam a ideia de invadir a França o quanto antes possível, entretanto, os Britânicos defendiam uma política de ataque focada no Mediterrâneo. Havia ainda a pressão de alguns países Latino-Americanos para iniciarem uma invasão da Espanha, teoricamente neutra, mas na prática, alinhada ao Eixo. O Comando Americano acreditava que um ataque massivo para invadir a França o quanto antes possível seria o necessário para que a guerra na Europa acabasse, e nenhuma outra operação deveria ser realizada, pois atrasaria o fim da guerra. Os Britânicos argumentavam que uma presença de um grande número de tropas treinadas para operações anfíbias desembarcando na costa mediterrânea faria com que uma invasão de escala limitada fosse não só possível como de muita valia.[carece de fontes?]
Por fim, os líderes políticos dos Estados Unidos e da Inglaterra decidiram que uma invasão à França ocorreria no inicio de 1944, mas com uma campanha de menor importância na Itália, refletindo o desejo de Roosevelt para que as tropas americanas continuassem ativas no cenário Europeu durante 1943, além de seu desejo de eliminar a Itália da guerra de uma vez por todas. Era esperado que uma invasão iria tirá-los de combate, ou ao menos, passar a imagem de terra arrasada. Eliminar a Itália da Guerra também iria permitir que a força naval dos Aliados, principalmente a Marinha Real Britânica, dominassem completamente o Mar Mediterrâneo, aumentando consideravelmente a comunicação com o Egito, o Extremo Oriente, o Oriente Médio e a Índia. Isso também significaria que os Alemães teriam que redistribuir suas tropas da Frente Oriental para defender a Itália e a costa sul da França, ajudando assim os soviéticos. Os Italianos também teriam que tirar suas tropas da União Soviética para defender seu próprio país.[carece de fontes?]

## A Campanha

### Invasão da Sicília
Uma invasão conjunta da Sicília pelo trio Inglaterra-Canadá-Estados Unidos começou em 10 de Julho de 1943 com ambas as unidades anfíbias e aéreas, sendo despachadas no Golfo do rio Gela (7ª Armada Americana, Patton) e ao norte de Siracusa (8ª Armada Britânica, Montgomery). O plano original foi arquitetado como um avanço incisivo pelos britânicos rumo ao norte percorrendo a costa leste até Messina, com os Americanos em função de dar suporte por todo o flanco esquerdo. Quando a 8ª Armada teve seu avanço contido pela forte defesa nas colinas ao sul do vulcão Etna, Patton alterou um pouco a estratégia, ordenando que os Americanos avançassem até o nordeste de Palermo, e ai então, rumando diretamente ao norte. Isto foi seguido de um avanço ao leste, que alcançaria o norte de Etna em direção a Messina, juntamente com uma série de desembarques anfíbios na costa norte, que impulsionou as tropas de Patton para tomarem Messina pouco antes dos primeiros soldados da 8ª Armada chegarem. As forças de defesa Alemãs e Italianas não foram capaz de impedir os Aliados de capturarem a ilha, ainda que tenham conseguido com sucesso uma evacuação de boa parte de suas tropas para o continente. As forças aliadas ganharam experiência em ataques anfíbios, invasões com tropas de múltiplos países e operações utilizando paraquedistas.[carece de fontes?]

### Invasão da Itália continental

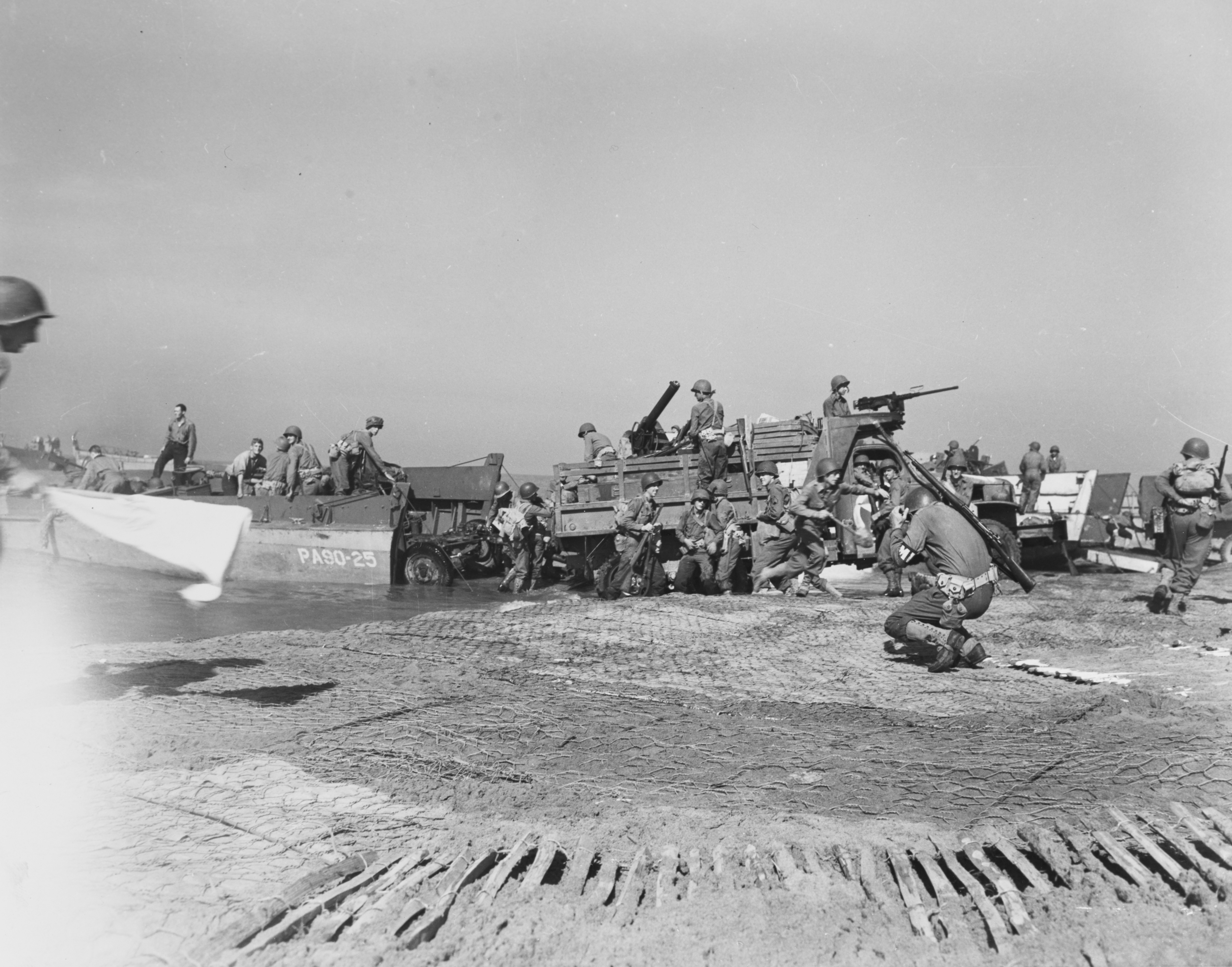
Artilharia sendo desembarcadas durante o Invasão da Itália continental em Salerno, em setembro de 1943.

Forças do 8º Exército Britânico desembarcaram no 'dedo' da Itália, em 3 de setembro de 1943 na Operação Baytown, no dia em que o governo italiano concordou com um armistício com os Aliados. O armistício foi anunciado publicamente em 8 de setembro por duas transmissões, primeiro por Eisenhower e, em seguida, por uma proclamação pelo marechal Pietro Badoglio. Embora as forças alemãs preparadas para defender sem ajuda dos italianos, apenas duas das suas divisões em frente ao 8º Exército e um em Salerno não foram desarmados pelo exército italiano.
Em 9 de setembro, as forças do 5° Exército dos EUA, esperando pouca resistência, desembarcou contra a resistência alemã passando em Salerno, na Operação Avalanche, além disso, as forças britânicas desembarcaram em Tarento na Operação Slapstick, que estava quase sem oposição. Havia a esperança de que, com a rendição do governo italiano, os alemães se retirariam para o norte, já que na época Adolf Hitler tinha sido persuadido que o sul da Itália era estrategicamente importante. No entanto, isso não era para ser, embora, por enquanto, 8° Exército era capaz de fazer progressos relativamente fácil até a costa leste, capturando o porto de Bari e os aeródromos importantes em toda Foggia. Embora nenhum dos reservas do norte foram colocados à disposição do 10° Exército alemão, no entanto, chegou perto de repelir o desembarque Salerno, graças ao comando excessivamente cautelosa do general Mark W. Clark.[carece de fontes?] O principal esforço aliado no oeste inicialmente centrada no porto de Nápoles: a cidade foi escolhida porque era o porto mais ao norte que poderiam receber apoio aéreo aliado por caças operacionais da Sicília.
À medida que os Aliados avançavam, eles encontraram terreno cada vez mais difícil: as montanhas dos Apeninos formam uma coluna vertebral ao longo compensar um pouco a leste da península italiana. Nas áreas mais montanhosas de Abruzos, mais do que a metade da largura da península compreende cristas e picos de mais de 3 000 pés (910 m), que são relativamente fáceis de defender, e as esporas e re-candidatos para a coluna confrontou os Aliados com uma sucessão de cordilheiras e rios em toda a sua linha de antecedência. Os rios estavam sujeitos a inundação súbita e inesperada, que constantemente frustrado os planos dos comandantes aliados.

### Avanço aliado para Roma

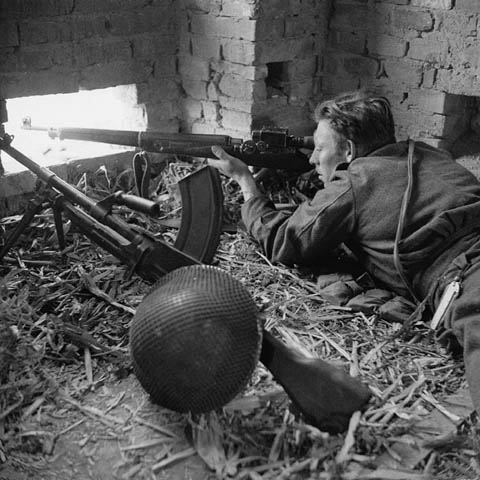
Atirador canadense na Batalha de Ortona.

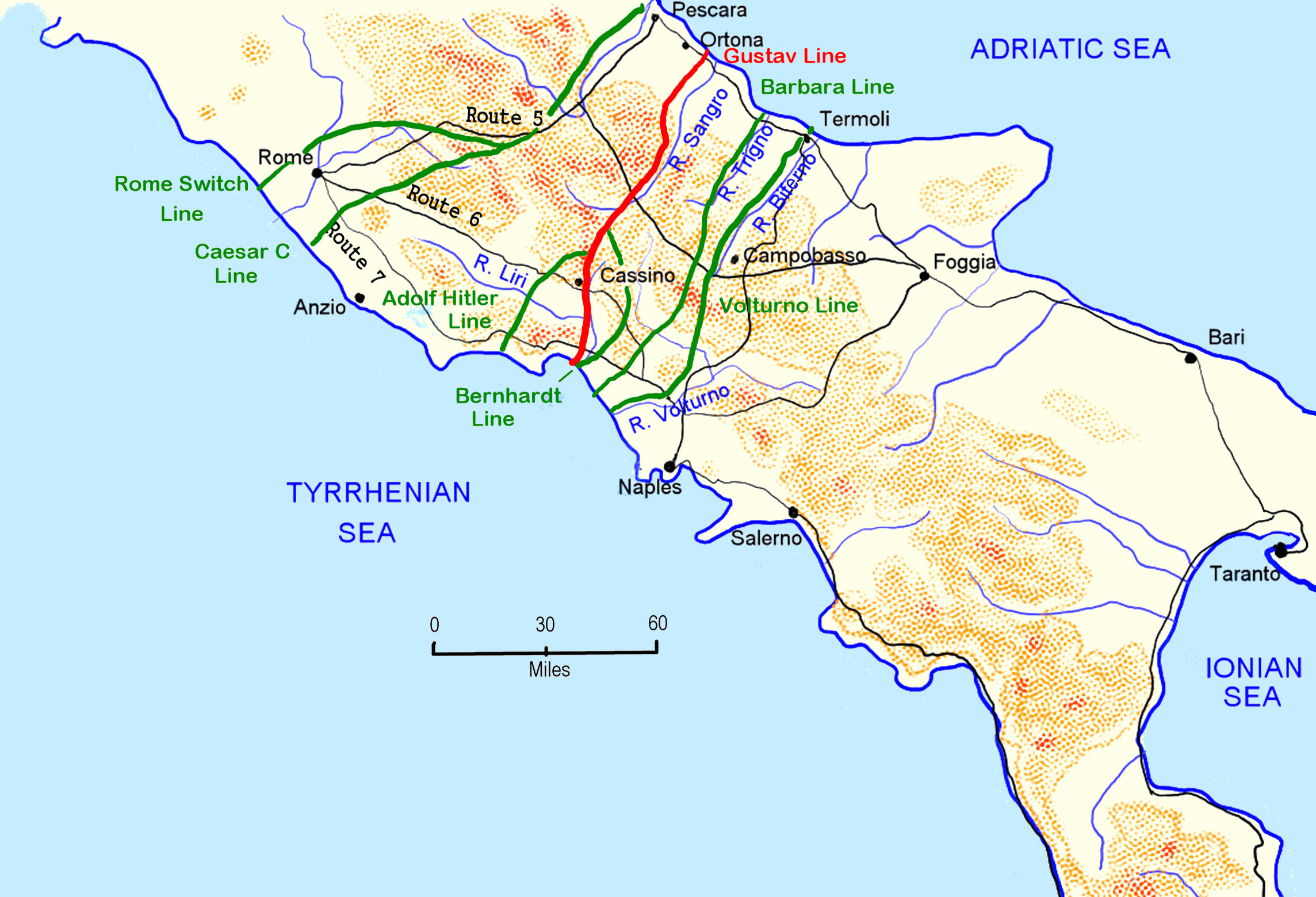
A situação ao sul de Roma, mostrando as linhas defensivas preparadas dos alemães

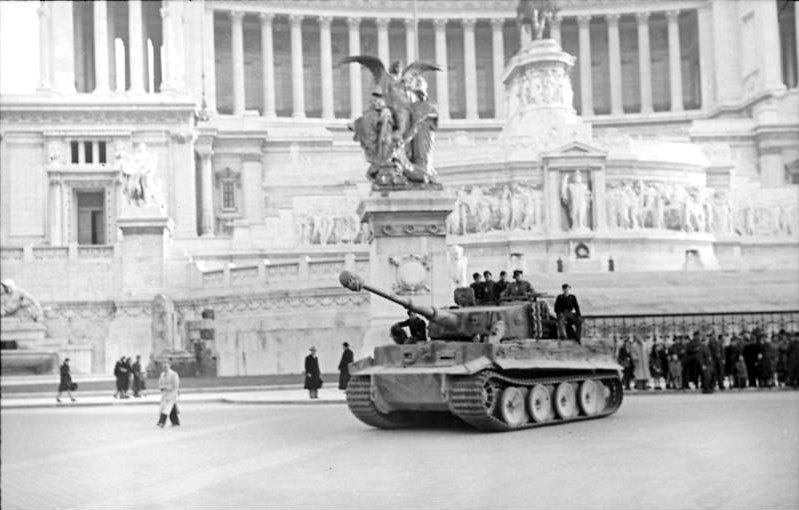
Tanque alemão Tiger I em frente do Altare della Patria em Roma em 1944.

No início de outubro de 1943, Hitler foi convencido por seu Comandante Grupo do Exército no sul da Itália, o Marechal de Campo Albert Kesselring, que a defesa da Itália deveria ser realizada o mais longe possível da Alemanha.
Isso fez com que a maior parte da defesa fosse concentrada em aproveitar a geografia natural da Itália Central, privando os Aliados de capturar facilmente pontos de desembarque cada vez mais próximos da Alemanha. Hitler também tinha ficado convencido de que, se ignorasse o sul da Itália, abriria caminho para os Aliados invadirem mais facilmente os Bálcãs, territórios ricos em petróleo, bauxita e cobre, vitais para o funcionamento da máquina de guerra alemã.
Kesselring recebeu o comando sobre toda a Itália, e imediatamente ordenou a preparação de uma série de linhas defensivas em todo o território italiano ao sul de Roma. Duas delas, a Volturno e a Barbara, foram designadas para atrasar o avanço aliado, enquanto os alemães ganhavam tempo para preparar outras posições defensivas mais fortes, que formariam a Linha de Inverno - nome dado ao conjunto da Linha Gustav e outras duas linhas defensivas associadas ao oeste dos Apeninos, as linhas Bernhardt e Hitler (a última fora rebatizada de Linha Senger em 23 de maio de 1944).
A Linha de Inverno mostrou ser um grande obstáculo para os Aliados quando, detendo, no final de 1943, o avanço do 5º Exército, do lado ocidental da Itália. Embora o 8º Exército tivesse conseguido penetrar na linha Gustav pelo Mar Adriático, e capturado Ortona, uma série de nevascas, neve acumulada e visibilidade zero no final de dezembro, fizeram com que o avanço fosse interrompido. O foco dos Aliados voltou-se, então, para a frente ocidental. Um ataque através do vale do Liri era considerado como tendo melhor chance de sucesso num avanço em direção à capital italiana.
Os desembarques atrás da linha em Anzio, feitos durante a Operação Shingle, eram defendidos por Churchill e tinham a intenção de desestabilizar as defesas alemãs na linha Gustav. Mas o avanço que deveria ser feito para o interior, por trás das defesas alemãs, não ocorreu, graças, novamente, à indecisão do comandante americano, o General Lucas,[carece de fontes?] e as forças em Anzio só conseguiram estabelecer a cabeça de praia.
Após quatro grandes ofensivas, lançadas entre janeiro e maio de 1944, a linha foi finalmente quebrada, por um ataque combinado do 5º e do 8º Exército, que incluía britânicos, americanos, franceses, poloneses e o corpo canadense) concentrado ao longo de uma frente de 32km, entre Monte Cassino e a costa ocidental. Com as forças americanas presas em Anzio, os canadenses, que foram encarregados de capturar Roma, enfrentaram a mais obstinada resistência alemã na guerra. Além disso, enfrentaram perdas desproporcionais, maiores do que as sofridas por qualquer outro país aliado na campanha.
No entanto, os canadenses não entraram em Roma à princípio, apesar deste ter sido o plano ordenado. Numa ação simultânea com o general Mark Clark, foi coordenada a saída dos americanos de suas posições estagnadas em Anzio, dando aos aliados uma oportunidade para isolar e destruir grande parte do 10º Exército Alemão que estava recuando da linha Gustav entre eles e os canadenses. Mas essa oportunidade foi perdida à beira do sucesso, quando o General Clark desobedeceu suas ordens e fez suas tropas entrarem em Roma, que havia sido declarada uma cidade aberta pelo exército alemão. Como resultado, nenhuma resistência foi encontrada.
As forças dos EUA ocuparam Roma em 4 de junho de 1944. O 10° Exército alemão foi autorizado a escapar, e nas semanas seguintes, foram responsáveis por dobrar as baixas aliadas na campanha.[carece de fontes?] O General Clark foi saudado como um herói nos EUA. Os canadenses chegaram à cidade às 3h da manhã seguinte.[carece de fontes?]

### Avanço aliado no norte da Itália

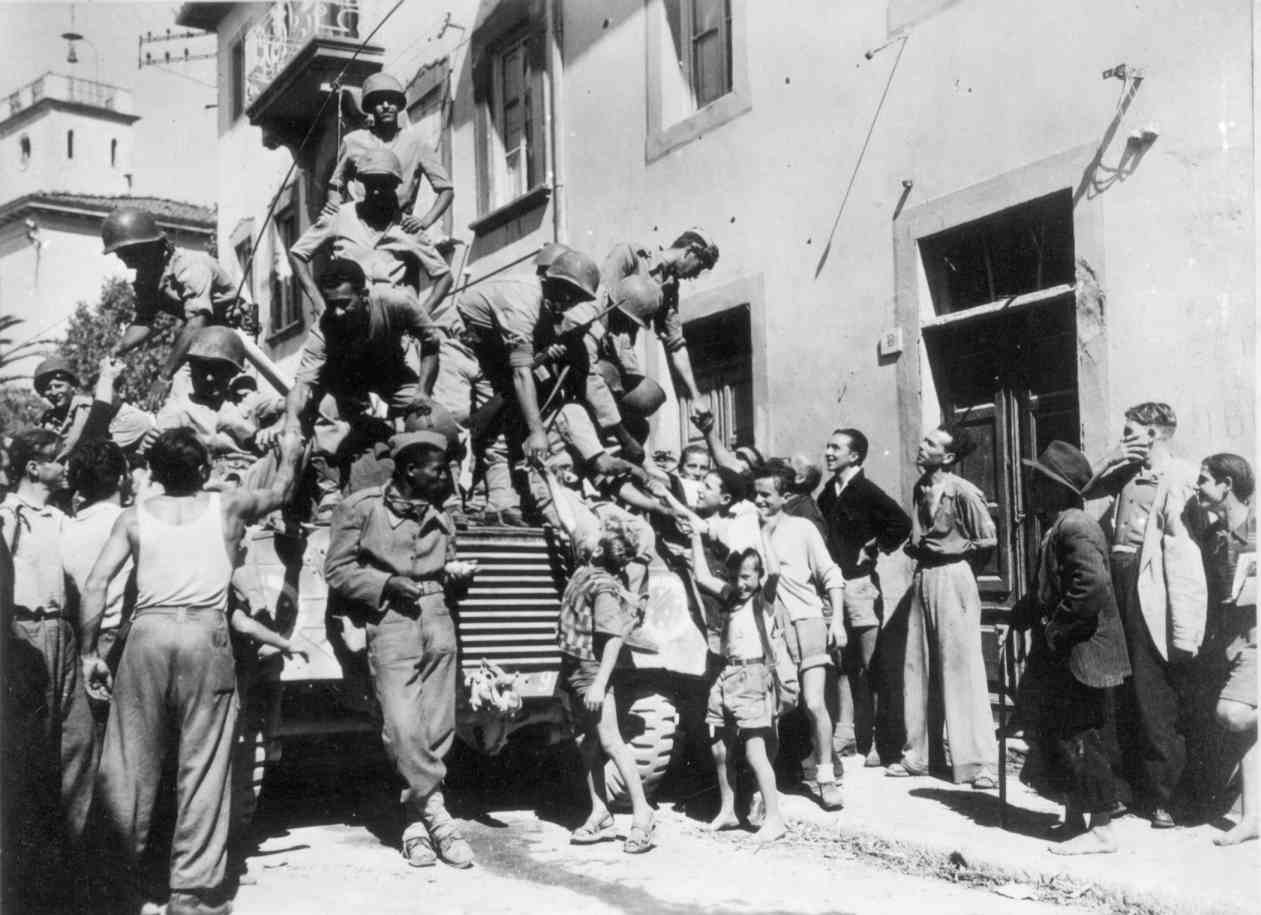
Tropas brasileiras chegaram à cidade italiana de Massarosa - Itália - setembro 1944.

Após a captura de Roma e a invasão da Normandia, em junho, muitas unidades americanas e francesas experientes, o equivalente a sete divisões, foram retiradas da Itália durante o verão de 1944, para participar na Operação Dragão, a invasão aliada do sul da França. Estas unidades foram apenas parcialmente compensadas pela chegada da 1° Divisão de Infantaria brasileira da Força Expedicionária Brasileira.

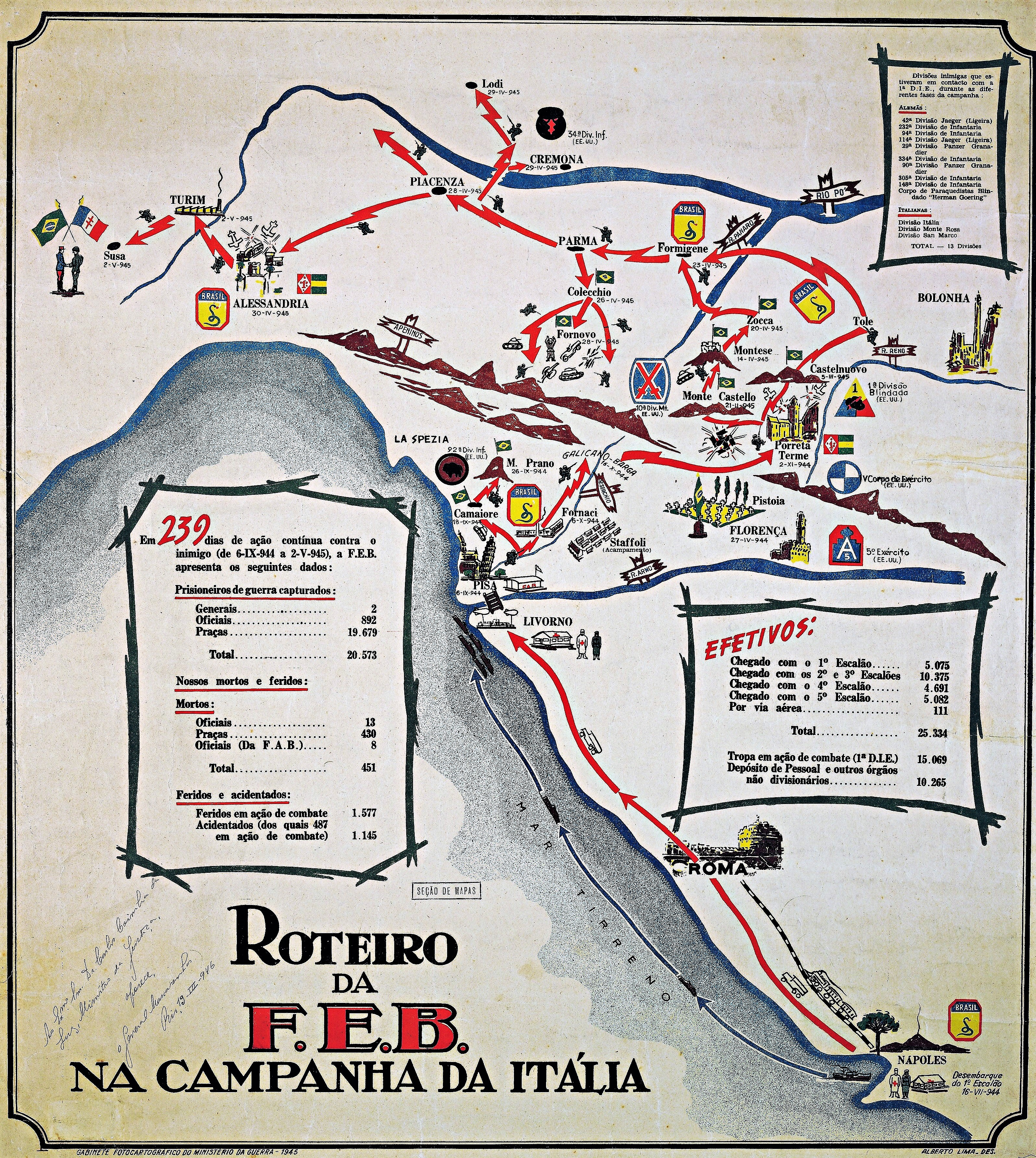
Roteiro da Força Expedicionária Brasileira (FEB) na Campanha da Itália. Arquivo Nacional.

No período de junho a agosto de 1944, os Aliados avançaram além de Roma, chegando a Florença e fechando-se sobre a Linha Gótica. Esta última linha defensiva principal correu da costa cerca de 48 km ao norte de Pisa, ao longo da cadeia de montanhas dos Apeninos irregulares entre Florença e Bolonha a costa do Adriático, ao sul de Rimini. A fim de encurtar as linhas aliadas de comunicação para o avanço no Norte da Itália, o II Corpo polonês avançou em direção ao porto de Ancona e, depois de um mês de batalha, conseguiram capturá-lo no dia 18 de julho.
Durante a Operação Olive, a grande ofensiva dos Aliados, no outono de 1944, que começou em 25 de agosto, as defesas da Linha Gótica foram penetradas pela frente tanto pelo 5º Exército quanto pelo 8º Exército, mas não houve avanço decisivo. Churchill esperava que um grande avanço no outono de 1944 abriria o caminho para os exércitos aliados avançarem para o leste e para o norte, através da falha de Ljubljana (a área entre Veneza e Viena, na atual Eslovénia), em direção à Viena e a Hungria, para evitar sua captura pelos soviéticos, que avançavam sobre a Europa Oriental. A proposta de Churchill tinha sido firmemente contestada pelo EUA, que, entendendo a sua importância única para os interesses britânicos do pós-guerra na região, não o alinhou com as prioridades gerais de guerra vigentes para os Aliados.
Em dezembro de 1944, o 5° Exército, comandando por Mark W. Clark foi nomeado para comandar o 15º Grupo de Exércitos, tornando, assim, Harold Alexander o comandante de todas as tropas aliadas na Itália. No inverno e na primavera de 1944-1945, ocorreram amplas atividades de partisans no norte da Itália. Como havia dois governos italianos durante este período, um de cada lado da guerra, a luta assumiu algumas características de uma guerra civil.[carece de fontes?]
O mau tempo do inverno, que tornou as manobras blindadas e a esmagadora superioridade aérea impossíveis, juntamente com os enormes prejuízos sofridos nas fileiras aliadas durante as campanhas de outono, a necessidade de transferir algumas tropas britânicas para a Grécia, bem como a necessidade de retirar o 1º Corpo Canadense para o noroeste da Europa) tornou impraticável para os aliados para continuar a sua ofensiva no início de 1945. Em vez disso, os aliados adotaram uma estratégia de "defesa ofensiva", enquanto se prepara para um ataque final quando o tempo melhorasse, bem como as condições do solo, durante a primavera.
Em fevereiro de 1945, na Operação Encore a 10° Divisão de Montanha e a recém-chegada Força Expedicionária Brasileira avançaram através de campos minados nos Apeninos para alinharem-se com o 2º Corpo dos EUA à sua direita. Eles varreram os defensores alemães de posições privilegiadas nas partes mais altas do Monte Castello e dos adjacentes Montes Belvedere e Castelnuovo, privando-os de posições de artilharia vitais das quais podiam defender Bolonha, que os aliados tentavam capturar desde a malsucedida tentativa de tomá-la no outono. Enquanto isso, danos à infraestrutura da região forçou o Eixo a recorrer ao transporte por rotas marítimas, rios e canais para o reabastecimento de suas tropas, o que levou à Operação Bowler, lançada contra os transportes no porto de Veneza em 21 de março de 1945.
A ofensiva final dos Aliados começou com maciço bombardeio aéreo e de artilharia em 9 de abril de 1945. Em 18 de abril, as forças 8° Exército ao leste tinham penetrado através da Falha da Argenta, e enviado tropas para avançar, num movimento de pinça, e encontrarem-se com o 4º Corpo dos EUA, que avançava dos Apeninos, aprisionando os defensores restantes de Bolonha. Em 21 de abril, Bolonha foi cercada pela 3ª Divisão de Rifle de Carpathia polonesa, pelo italiano Grupo Friuli, e a 34ª Divisão de Infantaria Americana (ambos do 8º Exército), a 10ª Divisão de Montanha, que tinha ultrapassado Bolonha e atingido o Rio Pó em 22 de abril, além da 8° Divisão de Infantaria Indiana, em frente ao 8° Exército, que chegou ao Rio em 23 de abril.
Em 25 de abril o Comitê de Libertação dos Partisans Italianos declararam uma revolta geral, e no mesmo dia, depois de ter atravessado o Rio Pó pelo flanco direito, as forças do 8° Exército avançaram para nordeste em direção a Veneza e Trieste. O 5° Exército dos EUA se dirigiu para o norte em direção a Áustria e a noreste em direção à Milão. No flanco esquerdo do exército, a 92ª Divisão de Infantaria seguiu ao longo da costa de Génova, avançando rapidamente em direção à Turim, com a divisão brasileira à sua direita, pegando o Exército alemão e italiano de surpresa e forçando seu colapso.
No final de abril, o Heeresgruppe C, as forças do Eixo na Itália, recuando em todas as frentes, tendo perdido a maior parte de sua força de combate e sem outras opções, se rendeu. O general Heinrich von Vietinghoff, que havia assumido o comando do Grupo de Exércitos C depois de Kesselring ter sido transferido para tornar-se comandante-em-chefe da Frente Ocidental (OB West), em março de 1945, assinou o documento de rendição em nome dos exércitos alemães na Itália em 29 de abril, trazendo formalmente fim às hostilidades no dia 2 de maio de 1945.